# I'm a Joker

I'm a Joker (je suis un blagueur) est la chanson de l'artiste géorgien Anri Jokhadze qui représente la Géorgie au Concours Eurovision de la chanson 2012 à Bakou, en Azerbaïdjan.

## Eurovision 2012
La chanson est sélectionnée le 19 février 2012 lors d'une finale nationale.
Elle participe à la seconde demi-finale du Concours Eurovision de la chanson 2012, le 24 mai 2012.